# Dendrobium pseudointricatum
Dendrobium pseudointricatum är en orkidéart som beskrevs av André Guillaumin. Dendrobium pseudointricatum ingår i släktet Dendrobium, och familjen orkidéer.
Artens utbredningsområde är Vietnam. Inga underarter finns listade i Catalogue of Life.